# Bugac
Bugac je veliko selo u središnjoj Mađarskoj.
Zauzima površinu od 131,11 km četvornih.

## Zemljopisni položaj
Nalazi se u regiji Južni Alföld, na 46°41' sjeverne zemljopisne širine i 19°41' istočne zemljopisne dužine. 

## Upravna organizacija
Upravno pripada kiškunfeleđhaskoj mikroregiji u Bačko-kiškunskoj županiji. Poštanski broj je 6114.
Izdvajanjem nekoliko naselja iz sastava grada Kečkemeta koja su nosila u nazivu ime -monostor (među njima i Bugacmonostor) i -bugac je 1950. godine formirano selo Bugacmonostor, koje je iste godine promijenilo ime u Bugac. 1989. je iz Bugca izdvojeno nekoliko predjela i od njih je formirano selo Bugacpusztaháza.

## Promet
Nalazi se na kečkemetskoj uskotračnoj pruzi.

## Stanovništvo
U Bugcu živi 3006 stanovnika (2005.). Mađari su većina. Nijemaca je 0,3%, Ukrajinaca je 0,2% te ostalih. Rimokatolika je 89%, kalvinista je 5,2%, luterana je 0,3%, grkokatolika je 0,2% te ostalih.

## Vanjske poveznice
- (mađ.) Hivatalos oldal
- (mađ.) Bugac a Vendégvárón  Arhivirana inačica izvorne stranice od 10. ožujka 2007. (Wayback Machine)
- (mađ.) Légifotók Bugacról